# Cetto c'è, senzadubbiamente
Cetto c'è, senzadubbiamente è un film del 2019 diretto da Giulio Manfredonia.
Si tratta del capitolo conclusivo della cosiddetta Trilogia du Pilu, preceduto da Qualunquemente del 2011 e Tutto tutto niente niente del 2012, che vede come protagonista Antonio Albanese nei panni del corrotto politicante Cetto La Qualunque.

## Trama
(Cetto La Qualunque)
Cetto La Qualunque, dopo le esperienze in politica, si è rifatto una vita in Germania, dove vive da quattro anni assieme alla bella Petra, alla figlia e al fido Pino.
Una sera, di rientro da una cena con i suoceri, riceve una telefonata che lo informa che la sua anziana zia è sul letto di morte: rientrato al paese Cetto viene informato da quest'ultima sulle sue vere origini, in quanto la donna gli rivela che suo padre non era un rappresentante porta a porta di detersivi come gli avevano sempre detto ma il principe Buffo di Calabria e che pertanto anche lui è di sangue reale.
Cetto, che cerca inutilmente conferma di questi suoi nobili natali dalla ex moglie Carmen (fattasi suora) e che rimane sbalordito dalle novità introdotte nel comune di Marina di Sopra dal figlio Melo (divenuto sindaco), viene quindi avvicinato dal conte Venanzio, che lo spinge ad accettare la sua nobiltà e ad aspirare a ricreare il regno borbonico delle Due Sicilie: la democrazia ha ormai fallito in Italia e Cetto è l'uomo giusto per ritornare alla monarchia.
Cetto e i suoi vecchi amici, tuttavia, mostrano non poche difficoltà ad adattarsi al nuovo contesto in cui devono vivere e per di più devono smentire Ferdinando Buffo di Calabria, nipote del padre di Cetto, che lo spinge ad un test del DNA per dimostrare il suo effettivo legame di sangue con il nobile; Cetto è inoltre costretto a lasciare Petra per sposare, secondo le indicazioni di Venanzio, l'infanta di Portogallo, così da rendere più solido il suo regno. La donna lo lascia promettendo però vendetta.
Ottenuto anche l'appoggio della Chiesa nella persona di un potente cardinale, si celebrano le nozze tra Cetto e l'infanta - che Cetto tuttavia non si cura nemmeno di conoscere data la sua bruttezza, preferendo di gran lunga la frequentazione di molte escort come suo solito - e ormai tutto sembra pronto per lanciare il referendum con cui proporre agli italiani il mantenimento della repubblica o il ritorno alla monarchia: la campagna elettorale viene curata dallo stesso Melo, dopo che questi viene costretto ad abbandonare la carriera di sindaco quando viene inquisito in Germania come prestanome del padre.
Proprio quando si celebra la vittoria di Cetto, quest'ultimo scopre dai quadri appesi che non è figlio del Re di Calabria e che si tratta in realtà di un piano di Venanzio per ottenere il potere. Così, poche ore prima della sua incoronazione, Cetto e Pino gli rivelano di aver scoperto le sue trame e lo minacciano di non tentare mai più di fregarli. L'incoronazione si celebra e Cetto ottiene quindi il potere, ma subito dopo Petra lo ferisce con una pistola.
Cetto tuttavia si salva e, dopo essersi ripreso, decide di continuare a inseguire i suoi deliri monarchici, in cui ormai crede anche lui.

## Colonna sonora
La colonna sonora è stata composta da Emanuele Bossi, con tre brani scritti da Piero Guerrera e interpretate da Antonio Albanese che ne ha scritto anche i testi. Fra queste, il brano Io sono il re, vede la partecipazione del rapper Guè Pequeno che duetta con Albanese, il cui video ha avuto un buon successo su Youtube.

## Distribuzione
Il trailer è stato diffuso l'8 ottobre 2019 mentre il film è stato distribuito nelle sale italiane il 21 novembre 2019.

## Accoglienza

### Incassi
Il film ha incassato 4.9 milioni di €